# Tamaya 1
Koordinaten: 6° 43′ 51″ N, 11° 22′ 43″ W
Die Tamaya 1 ist ein kleiner Tanker, der Schlagzeilen machte, nachdem er Anfang Mai 2016 ohne Mannschaft an der Küste Liberias bei Robertsport strandete und daher medial als Geisterschiff betitelt wurde. Seit ihrer Strandung ist die Tamaya 1 zudem als Touristenattraktion und Fotomotiv bekannt.

## Geschichte und Charakteristika
Das Schiff wurde im Jahr 1980 unter dem Namen Kinu Maru als Tankschiff auf der japanischen Werft Kitanihon Zosen K.K. in Hachinohe gebaut. Die Ablieferung erfolgte an die japanische Reederei Eiyu Kaiun K.K. Das Schiff hatte acht Tankkammern mit einem Gesamtvolumen von 1.458 m3 für Öl.
Ab 1982 fuhr der Tanker unter dem neuen Namen Tenryu Maru No. 5 für die ebenfalls japanische Reederei Toa Unyu K.K. Im Jahr 1992 wurde das Schiff an die Reederei Sea Lady S.A. verkauft, nach Panama ausgeflaggt und in Irene VII umbenannt. Von 1996 bis 2003 fuhr das Schiff unter dem Namen Vemachem III für die Reederei Omonia Shipping Co. Ltd. unter der Flagge Maltas. Bis 2007 fuhr der Tanker unter griechischer Flagge mit Heimathafen Piräus unter dem Namen Michalis. Ab 2007 trug das Schiff den Namen Tamaya 1. Bis 2015 soll das Schiff für den Transport von Erdnussöl von Senegal nach Europa eingesetzt worden sein. Am 27. Oktober 2015 wechselte das Schiff seinen Eigner und wurde von Panama auf Nigeria umgeflaggt.

## Havarie und Verbleib
Die Tamaya 1 soll sich Marine Traffic zufolge Mitte April 2016 auf Höhe Gambias befunden haben mit Ziel Dakar. Der liberianischen Küstenwache zufolge sollen Fischer das Schiff am 26. April in den Hoheitsgewässern von Sierra Leone gesichtet haben. Außerdem soll es sich in Seenot befunden haben. Am 3. Mai 2016, gegen 17:00 Uhr Ortszeit, strandete das Schiff ohne Mannschaft an der Küste Liberias, nahe Robertsport und unweit der Grenze zu Sierra Leone. Anwohner plünderten daraufhin das Schiff. Am 5. Mai betraten Vertreter der liberianischen Seefahrtsbehörde das verlassene Schiff und stellten einen Brandschaden an der Brücke und nur eines von zwei Rettungsbooten an Bord fest. Das Schiff hatte steuerbords Schlagseite und die Frachtluken waren geöffnet. In den Tanks befand sich eine Öl-Wasser-Mischung. Am 12. Mai wurde das zweite Rettungsboot der Tamaya 1, verlassen und mit Rettungswesten an Bord an der Küste bei Edina aufgefunden.
Zehn Tage nach der Havarie meldeten sich ein nigerianischer Staatsbürger, der angab der Eigner des Schiffs zu sein und zwei ehemalige Besatzungsmitglieder bei den liberianischen Behörden. Den Angaben des Eigners zufolge, soll er das Schiff im Jahr 2015 gekauft haben. Den Besatzungsmitgliedern zufolge, soll das Schiff am 22. April 2016 von Dakar in Richtung Nigeria in See gestochen sein und kurz darauf im Maschinenraum Leck geschlagen haben. Die Besatzung soll daraufhin das Schiff mit einem der beiden Rettungsboote verlassen haben und von einem Fischereischiff gerettet worden sein. Zuletzt soll die Tamaya 1 von einem weiteren Fischereischiff sinkend auf Höhe von Freetown gesichtet worden sein.
Anfang 2024 verblieb die Tamaya 1 noch immer gestrandet, ist aber zunehmender Korrosion ausgesetzt. Der Radarmast des Deckhauses war umgeknickt und die Steuerbordseite, vom Heck bis zum Bug, war durch Wellen nahezu vollkommen abgetragen worden.

## Galerie

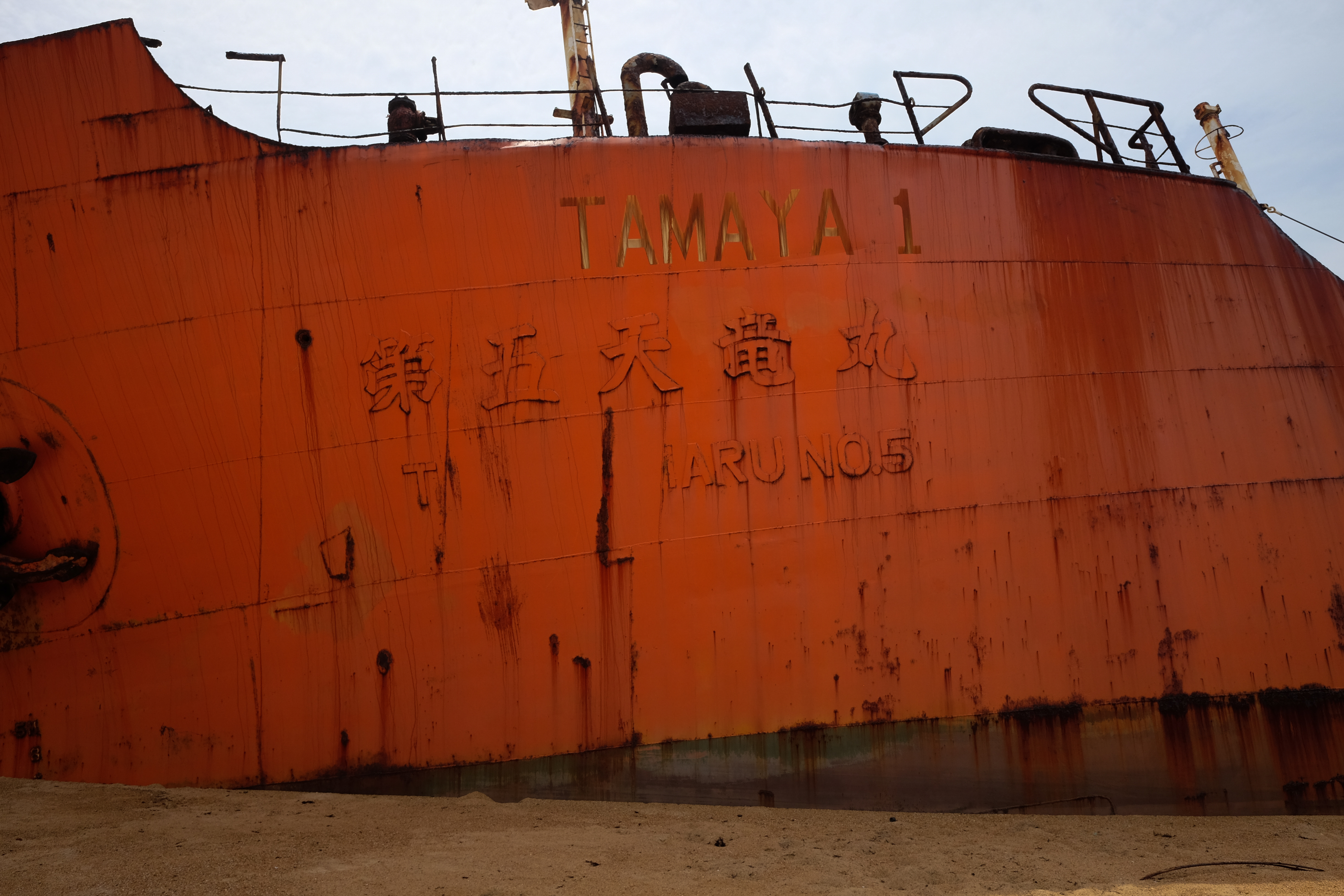
Nahaufnahme des Bugs mit gut sichtbaren ehemaligen Namen des Schiffs im Jahr 2018
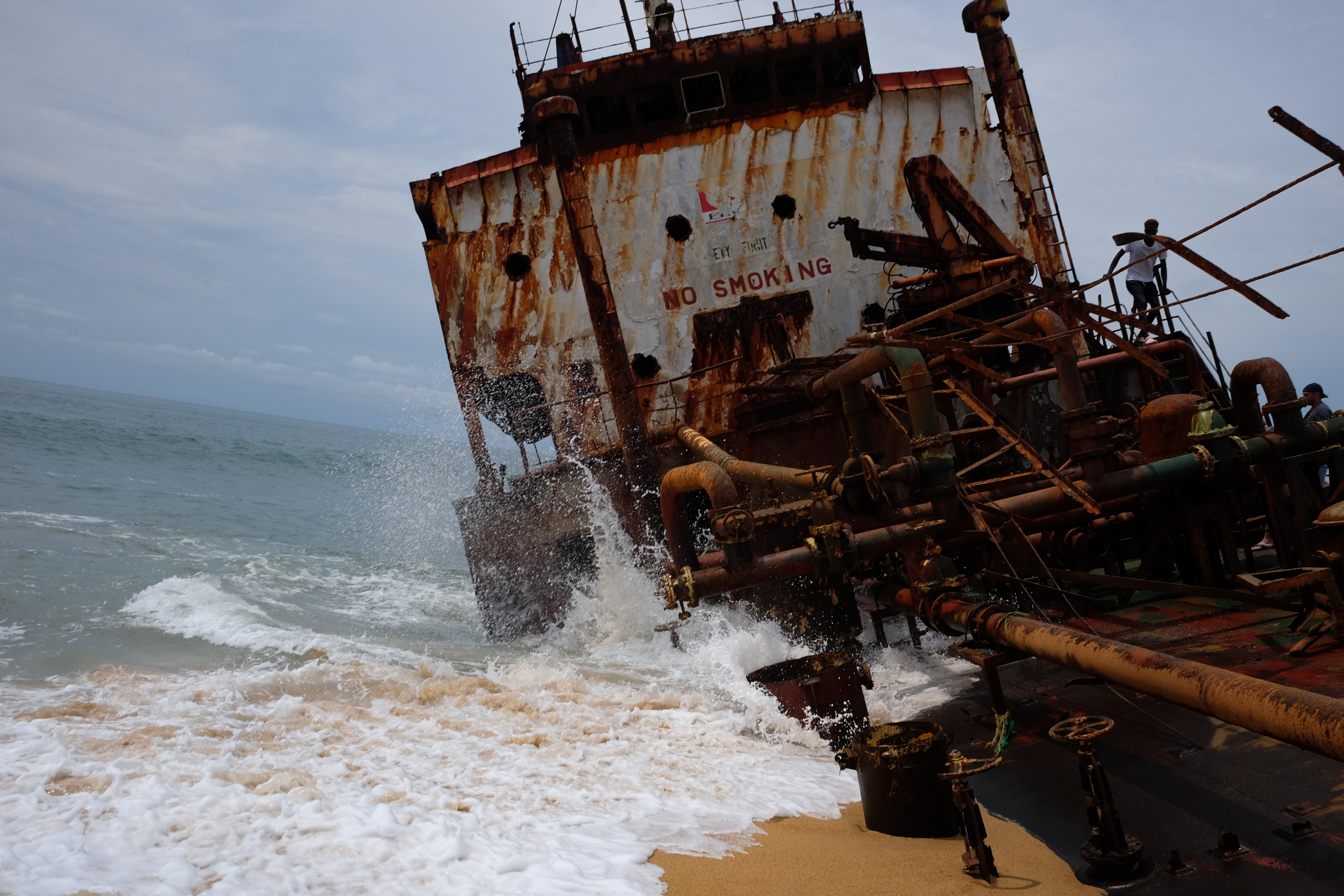
Nahaufnahme des Decks und Deckhauses mit sichtbaren Brandspuren im Jahr 2018